# Pekka Kunnola
Pekka Kunnola (* 6. Februar 1978 in Valkeakoski) ist ein ehemaliger finnischer Fußballspieler.

## Karriere
Pekka Kunnola spielte unter anderem bei den finnischen Erst- und Zweitligisten Tampere PV, FC Hämeenlinna und FC Lahti. Beim Relegationsspiel 2002 gegen den VPS Vaasa erzielte er das Tor für den FC Hämeenlinna.
Als er nach seiner Zeit bei Hämeenlinna nur mehr unterklassig spielte und dabei mehrmals im Jahr den Verein wechselte, verläuft sich seine Spur im Jahre 2006, nach einem Kurzaufenthalt bei Someron Voima.